# Procès de sorcellerie à Molsheim
 (octobre 2019).

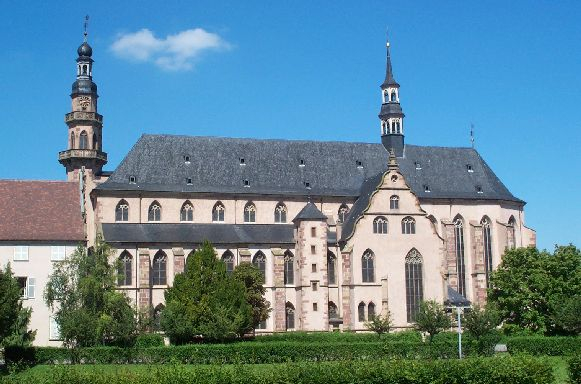
Église des Jésuites de Molsheim.

Les procès de sorcellerie à Molsheim ont revêtu au XVIIe siècle une ampleur inégalée, qui culmine en 1630 avec une impressionnante série de procès d'enfants, pour la plupart élèves du collège des Jésuites. Or, en ces temps de lutte contre le protestantisme, l'enseignement de la jeunesse était un élément fondamental de la stratégie de l'Église. Celle-ci se trouve donc être une victime collatérale des procès de sorcellerie, pourtant organisés sous l'égide de l'évêque. Après ce paroxysme de 1630, le nombre de procès de sorcellerie à Molsheim se réduit très nettement, comme ailleurs, sous la pression d'autorités qui commencent à comprendre que le phénomène leur a échappé.

## Molsheim, capitale de la Contre-Réforme

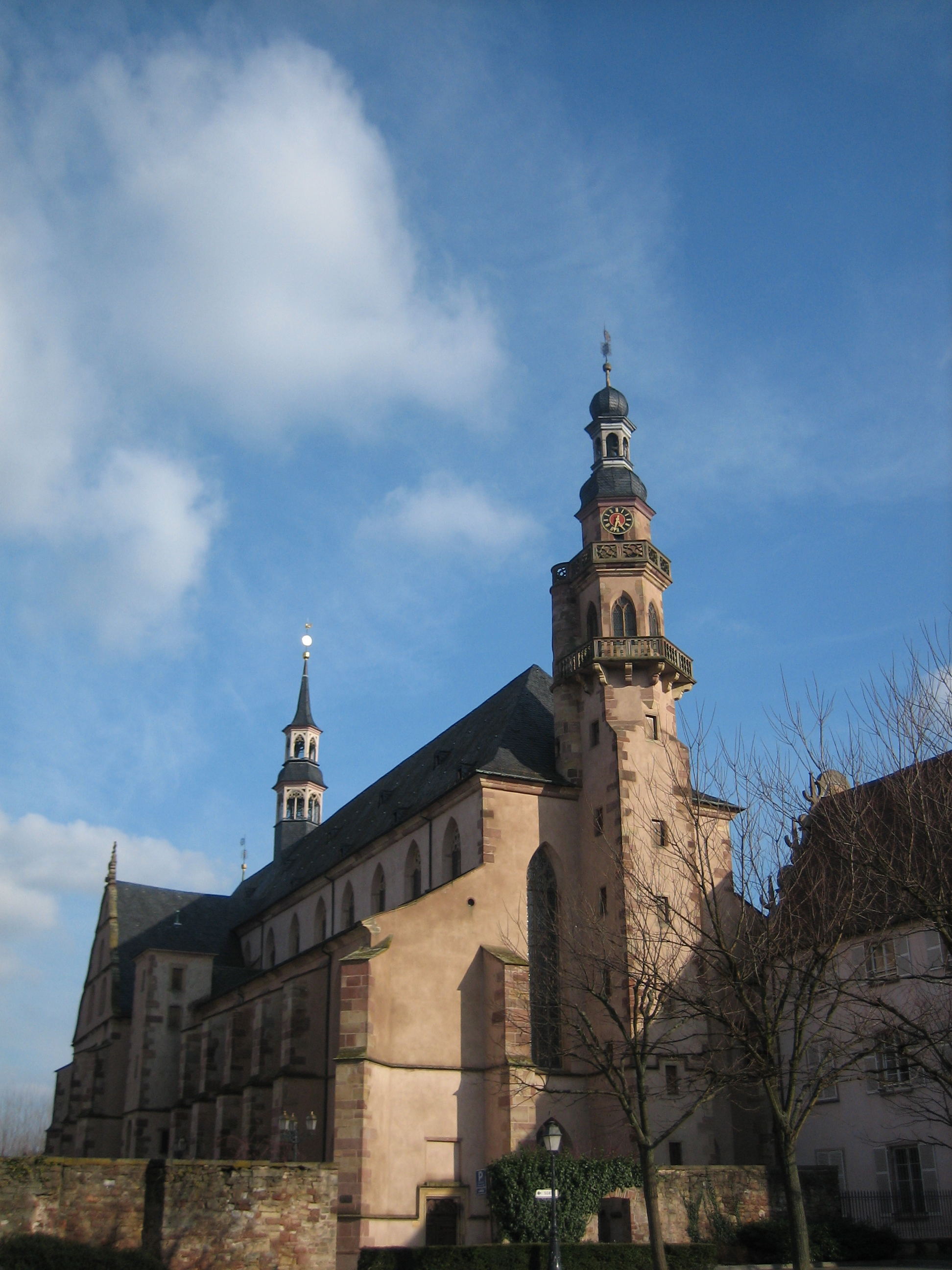
L'église des Jésuites.

La petite ville de Molsheim (aujourd'hui dans le département du Bas-Rhin), située dans la vallée de la Bruche (rivière) est le centre de la Contre-Réforme.
Strasbourg n'est en effet pas disponible pour ce rôle puisque son Magistrat est passé au protestantisme ; elle a bien gardé un évêque catholique à la suite de la Guerre des évêques mais celui-ci a perdu tout pouvoir temporel à Strasbourg même.
L'évêque de Strasbourg a cependant gardé son pouvoir temporel sur d'autres terres, principalement dans la vallée de la Bruche, dont Molsheim est la ville la plus importante. Ces circonstances feront de cette ville le cœur du mouvement dit de la Contre-Réforme (appelée aujourd'hui de préférence : Réforme catholique).
Un collège de jésuites  structure les ambitions de l'Église sur le plan intellectuel : soutenir dignement la controverse théologique, et donner une instruction catholique à la jeunesse.
L'évêque, par ailleurs frère de l'Empereur, est le seigneur temporel de Molsheim, et le titulaire du droit de haute justice ; il a donné par lettre (voir infra) des instructions à ses subordonnés pour que la sorcellerie soit totalement éradiquée, et il porte de toute évidence la plus grande part de responsabilité dans la flambée.

## Les données disponibles
Louis Schlaefli a effectué une étude de ce dossier.
Les procès de sorcellerie sont enregistrés au Blutbuch (Livre du sang); le premier volume de ce type n'étant pas parvenu jusqu'à nous, il est impossible de connaître la date des premiers procès ; le second Blutbuch démarre en 1617 et la première affaire de sorcellerie y est enregistrée en 1620.
On y relève 113 victimes adultes pour la décennie 1620-1630, dont 11 hommes adultes seulement, les exécutions d'enfants n'y étant pas enregistrées. Certaines exécutions d'adultes ont également été oubliées. Le chiffre de 113 victimes est donc nettement en dessous de la réalité.
En exploitant d'autres sources d'archives, Louis Schlaefli réussit à couvrir la période 1589-1697, tout en avertissant que son étude n'est probablement pas exhaustive du fait de la perte du premier Blutbuch  et de négligences des greffiers (enregistrements omis). Il étudie en détail 89 cas individuels, dont 26 seulement figurent dans le Blutbuch.
Les victimes proviennent des bailliages de Dachstein  et Schirmeck, au total une trentaine localités catholiques dépendant de l'évêque de Strasbourg, parfois éloignées de Molsheim d'une vingtaine de kilomètres ; certains de ces villages, comme Schirmeck ou Natzwiller, jouxtent le Ban de la Roche protestant, qui a ses propres procès de sorcellerie.
Louis Schlaefli n'a cherché à étudier en détail que les victimes de Molsheim.

## Les acteurs

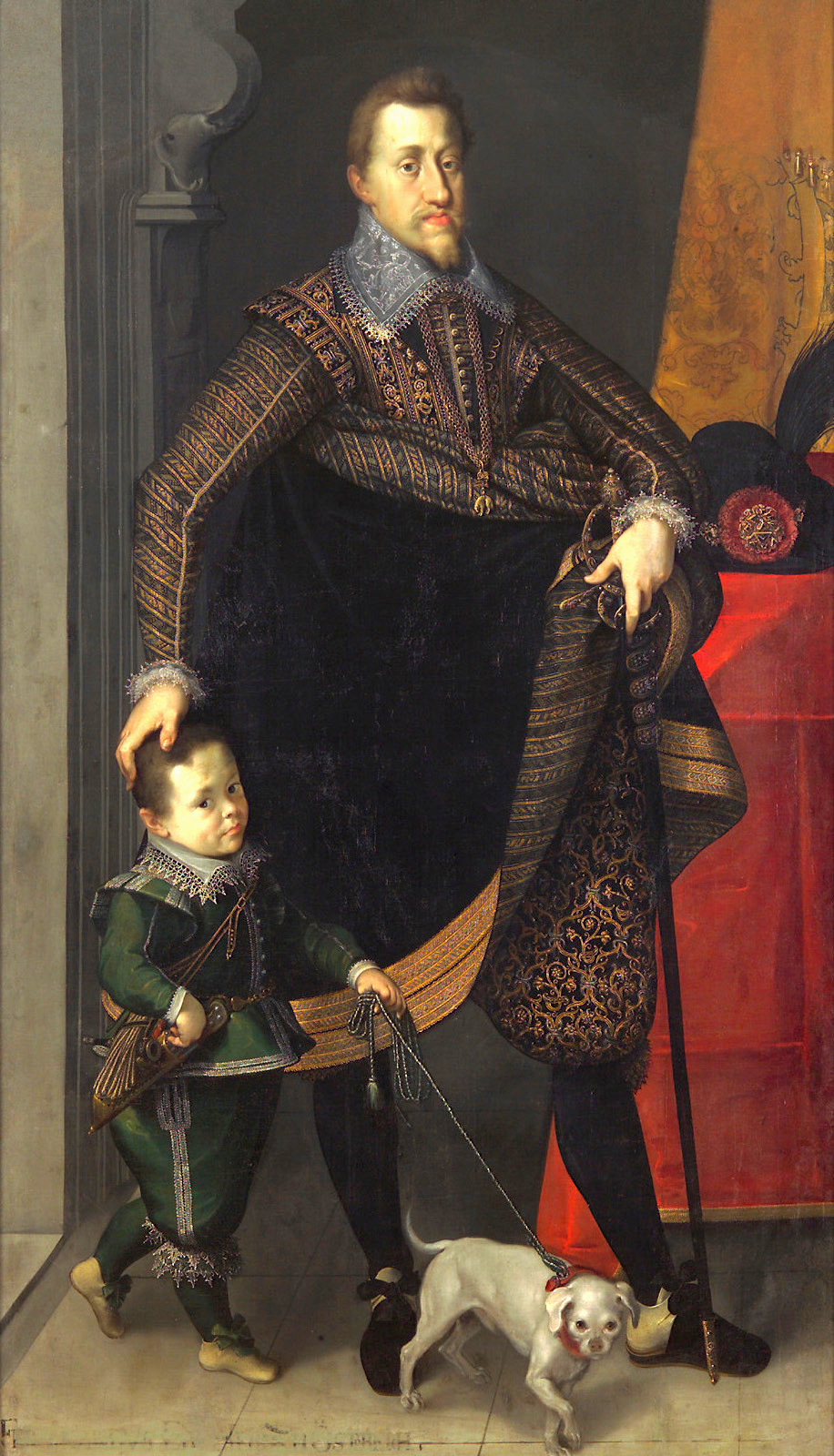
L'empereur germanique Ferdinand II.

- L'instance suprême est l'Empereur germanique Ferdinand II du Saint-Empire (1578-1637), ancien élève et  protecteur des Jésuites ; l'Empereur (ou, pour être précis, la Chambre impériale de Spire (ville), qui juge en son nom), est l'instance d'appel, et il est arrivé qu'un(e) inculpé(e) obtienne gain de cause devant lui ; ainsi, la Goldschmittin (épouse d'orfèvre) Aurelia Kieffer née Reiss, riche et combative, soutenue par une mère du même métal (Ursula Reiss) réussit à se faire libérer ; l'énergique Ursula saisit la Chambre impériale de Spire d'une plainte contre l'Archiduc Leopold (voir infra), au point que l'Empereur élu demande un rapport ; Aurelia Kieffer est libérée, mais ne vit pas assez longtemps pour savoir si elle serait acquittée sur le fond ; l'acharnement des chasseurs de sorcières se déplace sur Ursula Reiss, on recherche des "indicia" (accusations informelles de sorcellerie de citoyens ordinaires, bavardages, insultes) jusque dans les villages voisins ; on interroge de vieilles personnes qui se souviennent que, sur le chemin du supplice, les condamnées de la fournée de 1599 traitaient Ursula de sorcière ; elle ne s'en porte pas plus mal : en 1623, probablement réfugiée à Strasbourg, elle répond fort vertement à Bunaeus (voir infra) qui lui réclame des frais de justice ; en substance : "Après tout ce que vous avez fait subir à ma fille, vous osez réclamer de l'argent ! N'y comptez pas !" ; les embryons de procédure (collecte d'indicia) qui démarraient contre ses deux autres filles s'arrêtent en route ; les juristes de l'évêque de Strasbourg ont compris à qui ils avaient affaire ; désormais, ils s'en prendront aux pauvres.

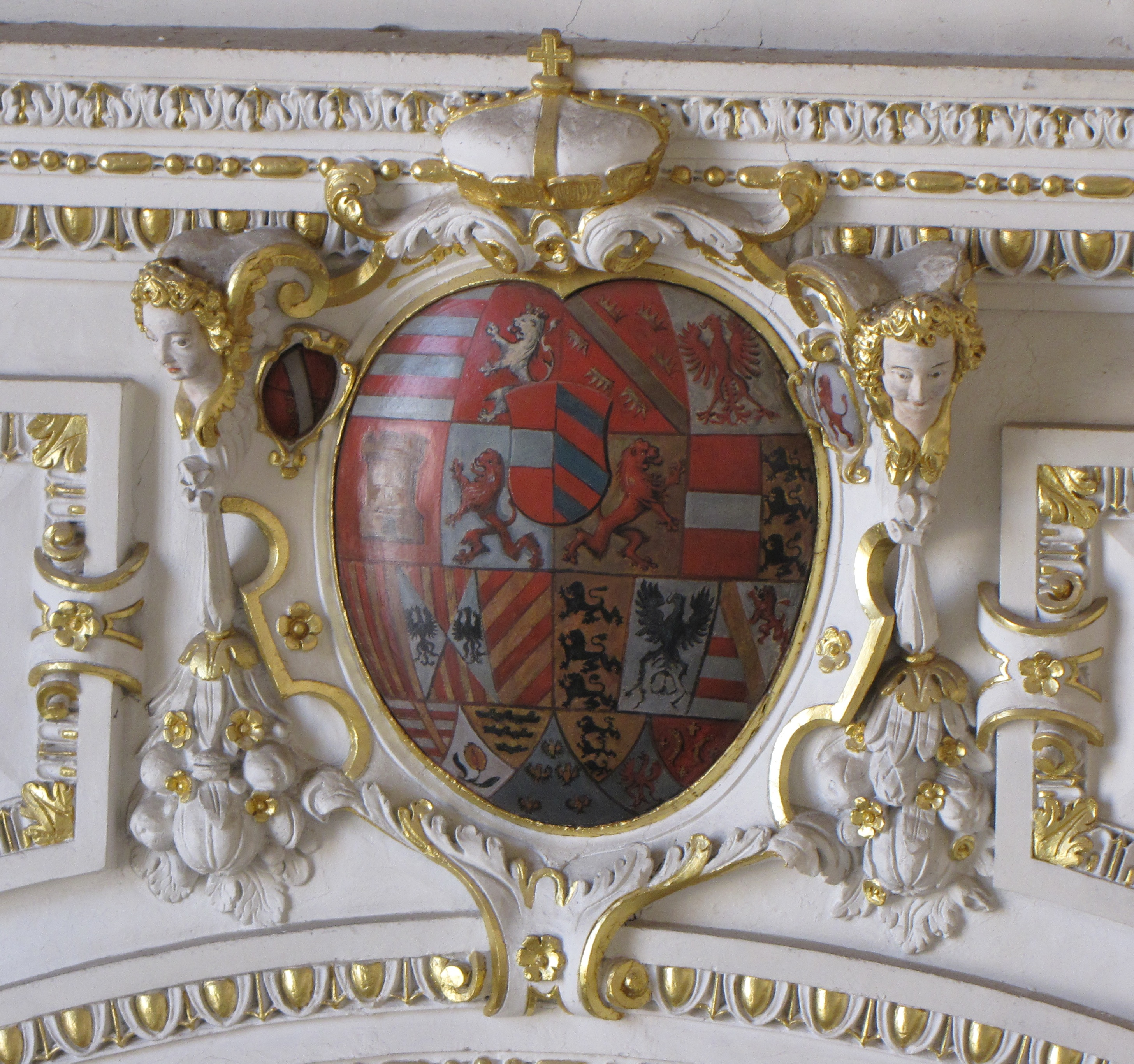
Armoiries de Léopold d'Autriche sur la clé de voûte de la chapelle Saint-Ignace.

- L'évêque de Strasbourg (entre 1607 et 1625) est aussi l'Archiduc Léopold V d'Autriche-Tyrol, frère de l’empereur. Léopold d'Autriche est le seigneur de Molsheim, et le protecteur local des Jésuites ; ses armoiries sont représentées sur la clé de voûte de la chapelle Saint-Ignace (côté Nord). C'est donc le titulaire du droit de Haute Justice, au moins en première instance; Schlaefli a eu en main[1], une lettre du 10 mars 1623 qu'il a adressée à des subalternes ; il dit apprendre avec chagrin l'extension du vice de sorcellerie et donner contre son gré l'ordre de l'extirper totalement de crainte d'encourir des reproches des localités voisines (certaines protestantes comme Dorlisheim ou le Ban de la Roche)

- Les procès sont organisés matériellement à un niveau moindre du pouvoir ; en 1623 : par le bailli Rodolphe de Neuenstein et par deux docteurs en droit qui présidaient le Malefizgericht (tribunal spécialisé dans les affaires de sorcellerie), nommés Gless et Bunaeus.

- Les juges de niveau moindre sont de simples citoyens, artisans ou commerçants ; ils ne sont pas assurés de ne pas se retrouver eux-mêmes devant le Malefizgericht ; leurs femmes y comparaissent souvent, leurs enfants parfois (voir infra).

- Les Sibener sont une institution spécifique : ils assistent aux aveux de l'accusé et s'assurent qu'ils sont prononcés  "librement", c'est-à-dire sans torture à cet instant précis.

- Deux "avocats" complètent les acteurs de la procédure, l'un parle au nom de la seigneurie (il s'agit donc d'un procureur), l'autre au nom des accusés.

- Les bourreaux constituent une caste endogame d'exclus et n'ont pas le droit d'habiter la ville, ils n'en sont pas moins un élément essentiel de la procédure.

- Les Jésuites préparent les accusés à la mort ; cette préparation a lieu avant même le procès, dont l'issue ne fait pas de doute ; ils intercèdent pour que le condamné soit étranglé ou passé par l'épée avant d'être brûlé, et ils obtiennent souvent gain de cause (toujours pour les enfants)

Globalement, la responsabilité de la flambée est à partager entre les gens d'autorité et le petit peuple.
- Gens d'autorité : la grande flambée démarre avec des instructions hiérarchiques données par écrit ; elle cesse aussi brusquement qu'elle a commencé après une affaire dans laquelle l'Église catholique est victime collatérale (sous réserve de dossiers d'archives perdus, il n'y a plus, après 1631, à Molsheim, que des cas sporadiques ; même observation pour les procès de sorcellerie au Ban de la Roche protestant mais voisin).

- Le petit peuple a l'accusation facile et cherche en permanence des responsables à ses nombreux malheurs ; on n'y trouve en principe pas de défenseur des personnes accusées de sorcellerie, sauf chez les victimes (voir Histoire du cheval gris du Comte de Veldenz).

## Les grandes flambées
Avant le second Blutbuch :
- 1589/90 : six cas retrouvés, dont celui d'Apolonia Schaeffer, brièvement soupçonnée, sur dénonciation de son beau-fils, de s'être transformée en loup (entre autres accusations); la torture lui fait avouer un commerce sexuel avec le diable, et divers autres méfaits, mais pas la transformation en loup, pour lesquels les juges n'ont sans doute pas vraiment insisté ; on ne retrouve pas non plus, dans les autres dossiers connus à Molsheim (ni d'ailleurs au Ban de la Roche ni dans la future Principauté de Salm), d'assimilation sorcier/ loup-garou ; il ne semble pas que ce thème fasse partie du canevas d'interrogation à l'époque d'Apolonia ; les modes changent ... on trouve bien à l'occasion des récits de transformation en chat pour se rendre plus vite au sabbat, mais sans que cette transformation entraîne en soi des méfaits particuliers

- 1599 : sept victimes, qui ne sont connues que par l'inventaire de leurs biens

Cas enregistrés dans le second Blutbuch :
- 1620 : 27 victimes
- 1621 : 38 victimes
- 1623 : 14 victimes
- 1624 : 11 victimes
- 1625 : 14 victimes
- 1630 : 9 victimes (mais enregistrements incomplets d'après Schlaefli)

Total : 113 victimes adultes dont 11 hommes dans le Blutbuch.
Ce total ne comporte pas les personnes non enregistrées au Blutbuch, c'est-à-dire, en particulier, pas les enfants.
Or, pour les années 1629 et, surtout, 1630, Schlaefli a dénombré 33 petites victimes entre 8 et 16 ans, dont 27 garçonnets et 6 fillettes.

## Les faits supposés
Les faits supposés de sorcellerie reviennent d'affaire en affaire, au point qu'on a pu dire que "qui a lu un dossier de sorcellerie les a tous lus". Ce n'est pas surprenant, puisque l'accusé, sous la torture, avoue ce que le juge lui suggère, et que par ailleurs le juge suit un canevas procédural et interroge sur les points figurant dans ce canevas.
Les aveux portent sur des faits supposés qui font grief soit pour l'autorité soit pour la population :
- les griefs de l'autorité peuvent être regroupés sous le vocable d'usurpation d'autorité : allégeance au diable, annulation des baptêmes et mariages prononcés par l'Église, participation au sabbat (où le diable préside), baptême et mariage diabolique remplaçant ceux de l'Église ; ou d'actes de mépris contre des symboles de l'autorité (profanations d'hosties).

- les griefs de la population portent sur la malfaisance : fabrication de substances maléfiques, meurtres et blessures contre des personnes ou des bêtes, provocation d'intempéries.

Cependant, des événements plus "originaux" peuvent se trouver à l'occasion :
- on a noté l'allégation de transformation en loup d'Aurélia Schaeffer, émanant de son beau-fils, sur laquelle le procès n'embraye pas.

- on notera l'affaire du pacte avec le diable au collège des Jésuites (voir section dédiée). Ce chef d'accusation, qui embarrassa fort les Jésuites, n'était peut-être à l'origine pas dicté, et pourrait provenir de l'imagination d'adolescents s'identifiant au héros d'une légende.

La lecture de certains aveux montre que l'empoisonnement par des substances physiques ordinaires n'est pas toujours clairement distingué de l'empoisonnement par maléfice ; même confusion, surtout chez les enfants, entre relations sexuelles ordinaires et mariage diabolique ; de même, le sabbat diabolique, qui se déroule dans un lieu tout matériel (autour d'un tilleul, puis autour de la croix qui le remplace après que l'évêque a ordonné son abattage) ne se distingue guère d'un repas banal accompagné de danses, musique et orgie. Cette conception très large et assez banalisante de ce qu'est la sorcellerie a peut-être contribué à la flambée. Tout ce qui a quelque efficacité tend à être réputé sorcellerie. Dans le même ordre d'idées, un grimoire "magique" comme le Petit Albert donne toute sorte de conseils pratiques et jusqu'à des recettes de cuisine.

## Les victimes
Les victimes sont principalement des pauvres et des femmes, avant bien sur l'embrasement du collège des Jésuites. Quelques exemples :
Die blinde Walpurg (Valentine l'aveugle), brûlée en 1599 ; d'après l'inventaire de succession établi en vue du paiement des frais de justice, elle possède en tout et pour tout un petit lit.
Sebastien Rauscher, 11 ans, est adressé "à l'hôpital" par son père (en 1630, alors que les exécutions d'enfants se multiplient et que l'hôpital leur sert de prison) ; motif : il n'est pas en état de le garder (on ignore le sort de Sébastien).
Joannes Koenig, un peu simplet, est lui aussi envoyé "à l'hôpital" en 1630 par son père, qui craint son retour et qui a quatre autres enfants. Pas de trace d'exécution.
Cependant, nul n'est à l'abri, comme le montrent les exemples suivants :
Melchior Kertz, arrêté sur dénonciation et brûlé en 1620, est "sénator" (membre du magistrat), en 1617 ; la même année, il est cité parmi les donateurs pour la construction de l'église des Jésuites.
Veltin Munch  a lui aussi fait partie du magistrat, mais il a tant et si bien multiplié les affaires de mœurs qu'il est brûlé en 1630.
François Burger est le neveu de l'organiste de l'église des Jésuites ; il est incarcéré à l'hôpital avec les autres enfants en 1630, mais on ignore son sort.
Margaretha Stoeckel, brûlée en 1621, est l'épouse de Conrad Stoeckel, forgeron, administrateur de la léproserie et juge au Malefizgericht ; il y siège avant et après l'exécution de son épouse.
Barttholomeas Pfeiffer, 16 ans, élève des Jésuites, se croyait à l'abri ; d'où son attitude lors de ses premiers interrogatoires en 1630 : il nie tout, ne pleure pas ; il donne ses instructions sur le déroulement souhaitable des procès de sorcellerie : un ange venu de la part de Dieu l'a prié se faire savoir que les procès devaient s'en prendre aux vieilles femmes et non aux jeunes hommes, et qu'il faut les mener énergiquement sans quoi il y aura un tremblement de terre ; Pfeiffer sauve peut-être sa vie (on n'a pas trace de son exécution), mais avant cela, les tortures redoublent, dépassant l'intensité de ce qu'on fait en principe subir aux enfants, car sa certitude de s'en tirer parait être l'indice d'un renouvellement du pacte avec le diable ; après quelques séances, Pfeiffer n'est plus aussi certain que son "ange" venait bien de la part de Dieu.

## Procès d'enfants
Molsheim voit de nombreux procès d'enfants : fillettes accusées de mariage diabolique, et jeunes garçons élèves du collège de Jésuites. Dans ce dernier cas, il y a eu un effet boule de neige, les dénonciations se sont succédé et elles ont porté sur des camarades de classe, vidant ce collège que les Jésuites avaient bâti à grands efforts et grands frais.
Les exécutions d'enfants ne sont pas inscrites au Blutbuch. Les premières apparaissent discrètement en 1629 dans des pièces comptables. L'exécution du petit Michel Hammerer, 9 ans, est connue par les comptes du bailliage ; celle d'un jeune Zimmermann, dont le prénom n'est pas noté, est connue par la requête du bourreau qui réclame son salaire.
Le rythme s'accélère furieusement en 1630. Pour les exécutions dont les dates sont connues, on note :
- Fournée du 20 mars 1630 :

Quatre élèves des Jésuites : Joannes Andreae, Joannes Kleinsberger, Daniel Molitor, Anastasius Leber (son père, boucher, avait été à quatre reprises Sibener au Malefizgericht en 1620)
- Le 20 avril 1630 :

Jacob Brucker, 11 ans, fils d'un mercier ; garnement craint des habitants ; c'est lui qui "avoue" avoir signé le pacte avec le diable de son propre sang.
- Fournée du 17 mai 1630 :

Georg Schultz, dont la mère est apparentée à Christophe Wambster, architecte de l'église des Jésuites ; Hans Zimmermann, dont la mère a déjà été brûlée comme sorcière dix ans plus tôt ; Adam Gottbeg ; Heinrich Walter ; Conrad Rinck, fils d'un tonnelier et d'une sage-femme, dont la mère demande que justice soit faite contre son fils, mais que sa corruptrice Véronique ne soit pas épargnée non plus.
- Fournée du 14 juin 1630 :

Sébastien Geiss, 11 ans, fils de boulanger ; a signé le pacte avec le diable (avec de l'encre) ; dénonce de nombreux condisciples dont une partie sont déjà morts dans les fournées précédentes, mais dont les autres mourront en même temps que lui.
Peter Lichtenauer, 11 ans ; son père, aubergiste à l'Ours, est également juge au Malefizgericht ; il siège le 20 avril, le 25 juin et le 7 septembre 1630, donc avant et après l'exécution de son fils le 14 juin.
Lorenz Keck, 9 ans, fils de cuvelier ; dit avoir été mis sur la mauvaise voie par Hans (ou Michel ?) Hammerer, exécuté l'année précédente ; décrit en détail plusieurs sabbats, un baptême par le diable avec du purin, et un mariage diabolique avec Christina Lichtenauer (qu'il ne reconnaît cependant pas formellement quand il lui est confronté).
Joannes Joesel, 9 ans, dénoncé par plusieurs autres comme ayant été présent au sabbat.
Deux fillettes, Catharina Halter, 8 ans, et Christina Lichtenauer, 10 ans, sont dénoncées à plusieurs reprises comme ayant été le partenaire féminin de mariages diaboliques.

## Pacte avec le diable au collège des Jésuites
Schlaefli note que des confessions d'élèves des Jésuites présentent une spécificité : elles incluent la signature d'un pacte avec le diable. Cette particularité ne se retrouve pas dans les autres procès de cette période, du moins pas sous la forme d'un vrai contrat mis par écrit et signé (avec du sang pour Jacob Brucker ; avec de l'encre pour Sebastien Geiss).
On observera qu'un tel pacte suppose que le "sorcier" sache écrire (c'était évidemment le cas des collégiens) ou au moins signer, ce qui en fait un thème relativement tardif.
Schlaefli pense que les élèves ont été influencés par des peintures qui se trouvaient à l'époque dans la chapelle Saint-Ignace (chapelle secondaire à l'intérieur de l'église des Jésuites), représentant une cigogne rapportant dans son bec le pacte avec le diable qu'un jeune homme avait malencontreusement signé. Ces peintures se référaient à des « miracles » supposément survenus en 1613, par l'intercession d'Ignace de Loyola, pour lequel les Jésuites collectaient des éléments en vue de son procès en canonisation. Ces peintures étaient donc bien connues des élèves du collège.
Il est alors possible que ces élèves aient mal évalué les conséquences d'un « aveu » concernant un pacte avec le Diable ; peut-être espéraient-ils bénéficier d'une attention bienveillante de leurs maîtres, voire d'un miracle, comme le jeune homme à qui la cigogne avait gentiment rapporté le pacte à la suite de la bienveillante, et toute récente (1613) intercession supposée d'Ignace de Loyola (canonisé en 1622).
Une fois quelques élèves pris dans le piège, une bonne partie du collège suivit car, lorsque les jeunes accusés furent interrogés sur d'éventuels complices, et la torture aidant, c'est parmi leurs condisciples que la boule de neige se mit en place, de dénonciation en dénonciation.
Cet exemple montre concrètement comment la situation pouvait échapper aux autorités organisatrices, car c'était un préjudice important, pour l'Église catholique, que de voir le collège qu'elle avait créé à grands frais se vider de sa jeune substance.

## Diminution des procès
Les années 1630 et suivantes voient, dans tout l'Europe, les efforts de diverses autorités pour faire décroître l'intensité des procès.
À Molsheim, leur nombre décroît fortement.
Schaeffli en a trouvé, en nombre moindre, en 1631 et 1647.
Un dernier procès en 1697 se termine sans condamnation à mort. Il concerne Jean-Guillaume Roussel qui, pour faire revenir sa femme infidèle, a accroché à une roue de moulin un bas noir, un ruban rouge, ainsi qu'un billet ; puis il est accusé d'avoir volé un crâne dans un ossuaire et de l'avoir fait bouillir, toujours pour faire revenir l'infidèle.
Roussel, incarcéré quatre semaines, s'en tire avec une peine d'amende, et l'obligation de faire amende honorable à l'église, en chemise et un cierge à la main. Il meurt cependant la même année.

## Frais de justice et confiscations
Schaefli a trouvé quelques notes de frais. On relève :
- L'achat de paille, ainsi que d'une corde munie d'un crochet (en principe pour descendre les prisonnières dans un cul de basse fosse) ; des chaînes, des entraves, des cadenas ; des travaux de réparation sur une cage.
- Pour l'exécution massive de 1599 : achat de soufre, de fagots, de poudre, de gants, de cordes ; frais de banquet à la Rathstube pour 37 officiels : prêtres, prévôt, membres du magistrat. De leur côté, les bourreaux et leurs aides banquètent à l'auberge de la Clef, le tout passé en notes de frais et pris sur la succession des condamnés.
- En plus des frais de justice, c'est l'ensemble de la succession du condamné qui tombe aux mains de l'évêque, mettant des familles à la rue. En 1589, Hans Noll, infirme, n'obtient qu'à grand peine qu'on lui laisse la succession de sa mère Margaretha Hennig, et encore, parce qu'il est prêtre et qu'il ne faut pas qu'il fasse honte à l'Église en quémandant.
- Lors de la grande fournée de 1599, ce sont plus de mille livres qui tombent dans l'escarcelle de l'évêque, et des opérations immobilières sont facilitées par suite de la confiscation de maisons ; pour autant, les riches n'étaient pas spécialement visés par les procès ; depuis qu'Ursula Reiss leur a montré de quel bois elle se chauffe, les juges évitaient même de s'y frotter.

### Sources
Primaires
- Le Blutbuch, Archives municipales de Molsheim, cote FF 18 ; il s'agit du second volume de ce type, le premier n'étant pas parvenu jusqu'à nous

Secondaires
- Louis Schlaefli, La sorcellerie à Molsheim (1589-1697) ; Annuaire hors série de la Société d'histoire et d'archéologie de Molsheim et environs, 1993